# Hyena žíhaná

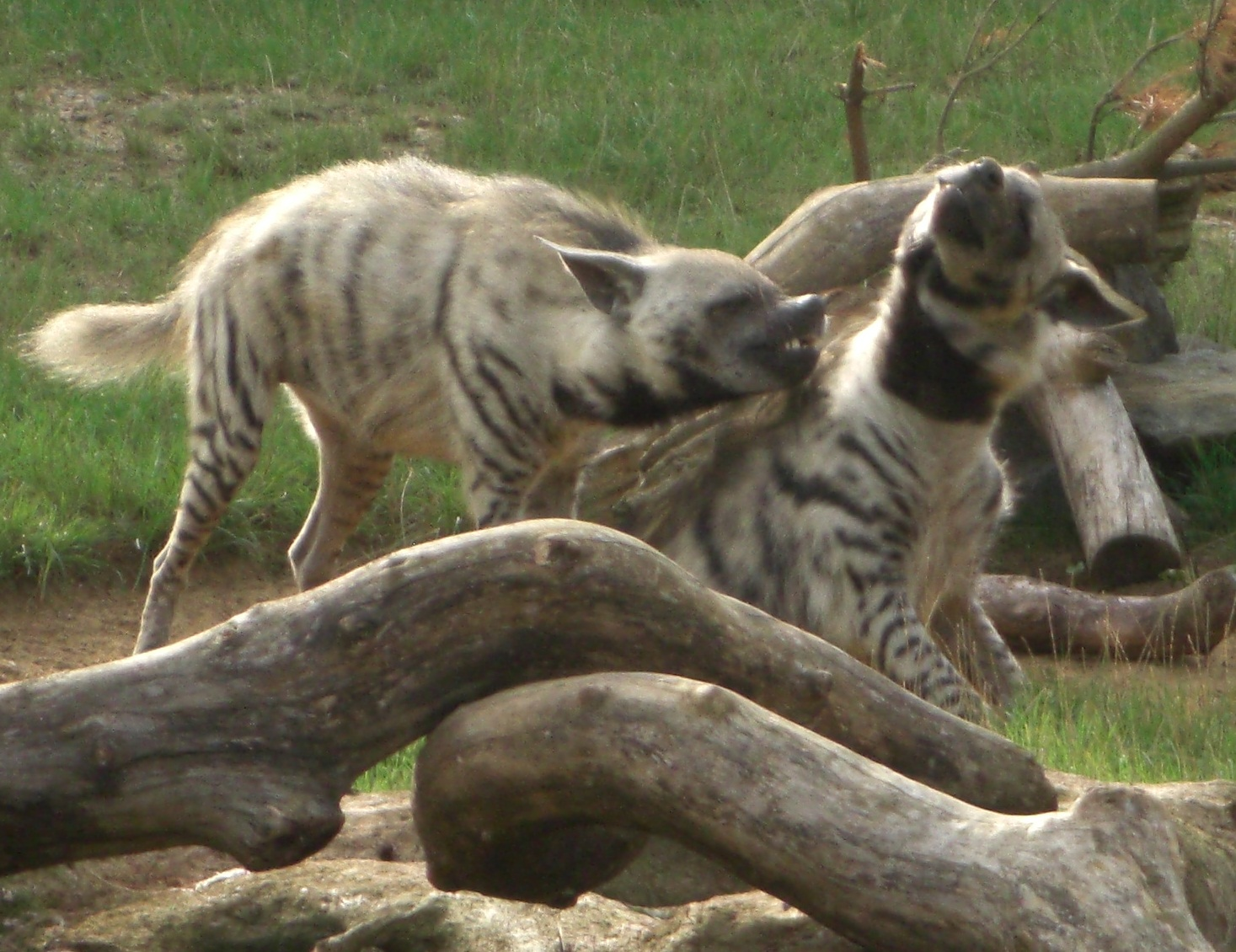
Hyena žíhaná

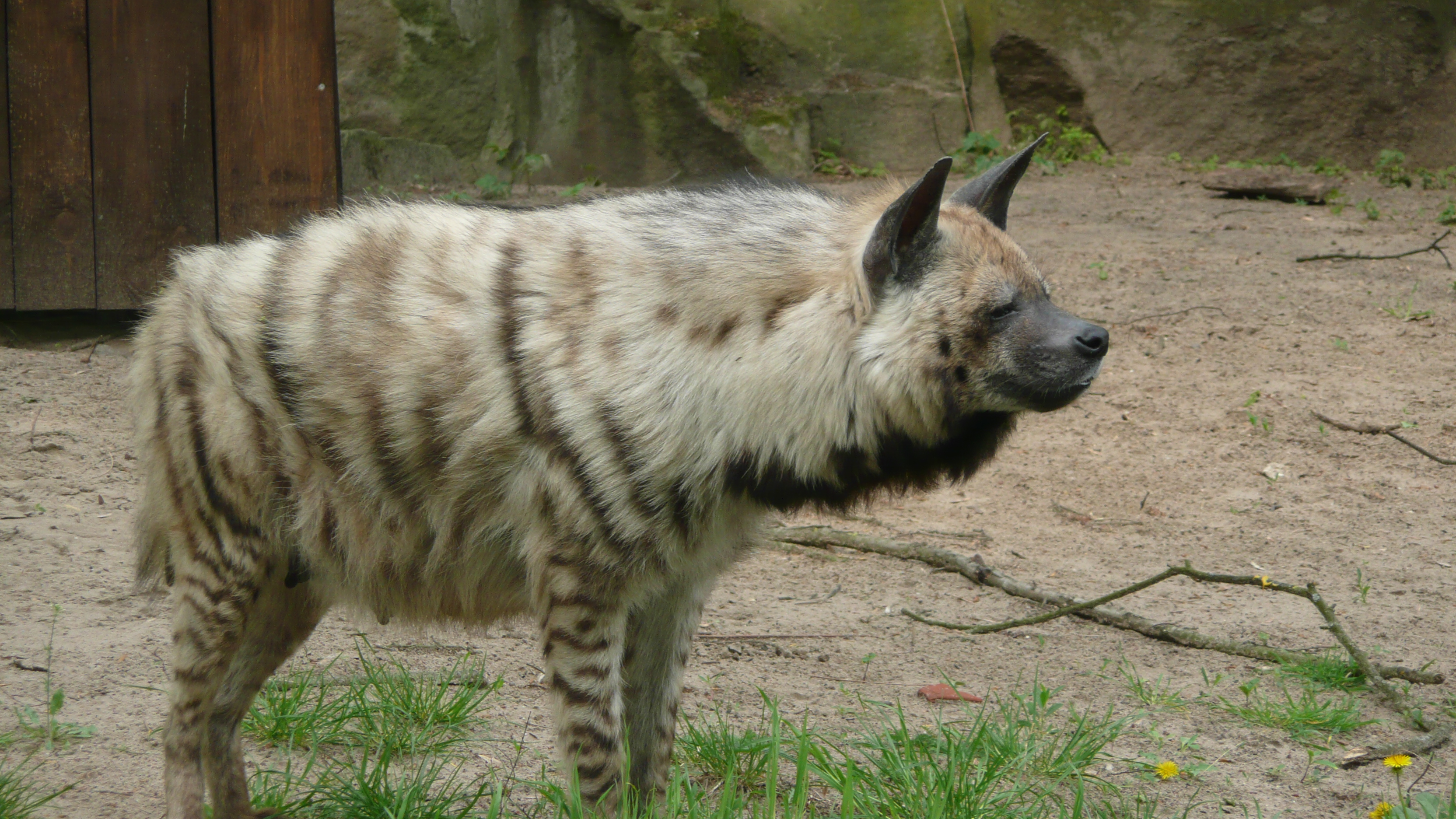
Hyena žíhaná

Hyena žíhaná (Hyaena hyaena) je jediným druhem hyeny, která se vyskytuje i mimo území Afriky, v Asii. Obývá rozsáhlé území stepí a polopouští od Senegalu po Indii a od Tanzanie až po Turkmenistán. Preferuje otevřenou krajinu stepí a savan, lesnatým územím a pouštím se vyhýbá.

## Popis
Hyena žíhaná je štíhlé, vysokonohé zvíře, připomínající postavou psa. Dorůstá délky asi 110 cm a dalších 20 cm připadá na huňatý ocas. Váží pouze 40–45 kg, díky vztyčitelné hřívě na šíji a krku ale vypadá mohutnější. Hrubá, poměrně řídká srst má pískově žlutou až šedou barvu, s vertikálními černými pruhy na bocích. Pruhované mohou být také nohy. Lebka není tak mohutná, jako u hyeny skvrnité, protáhlým čenichem se podobá psovi. Nápadné jsou zašpičatělé, velmi pohyblivé, téměř lysé boltce a výrazné hnědé oči.

## Rozšíření
Hyena žíhaná obývá severní, severovýchodní a západní Afriku, kromě Sahary a pralesních oblastí, dále Blízký a Střední východ, Kavkaz, Arabský poloostrov a větší část Indie. Její rozšíření je na většině území mozaikovité až roztroušené, na mnoha místech byla lidmi vyhubena jako údajný škůdce. Nejseverněji se vyskytuje v Turkmenistánu a východním Turecku.

## Prostředí
Preferuje suché stepi, savany, polopouště, V Asii a severní Africe obývá rovněž horské oblasti. Pouštím a souvislým lesním porostům se vyhýbá. V oblastech, kde není pronásledována, se zdržuje i v okolí měst a vesnic, kde se živí odpadky, polními plodinami nebo drobnými domácími zvířaty.

## Chování
Hyena žíhaná má výrazně noční aktivitu. Na rozdíl od hyeny skvrnité netvoří smečky, žije obvykle samotářsky, nanejvýš v párech nebo rodinných skupinách, přičemž mají samice dominantní úlohu, podobně jako u hyeny skvrnité. Dvojice nebo samostatná zvířata obývají území o rozloze až 50 km čtverečních. V polopouštích jsou teritoria větší než v oblastech savan a hor. Zvířata si hranice teritoria značkují výměšky análních pachových žláz. Den přespávají hyeny v norách nebo jeskyních. Často využívají opuštěná doupata vlků, hrabáčů, prasat bradavičnatých nebo dikobrazů, ale dokáží si vyhrabat samy noru hlubokou až 20 metrů.

## Rozmnožování
Období rozmnožování spadá do období podzimu a zimy. Od listopadu do února samci vyhledávají samice a páří se s nimi. Po březosti, která trvá 90 dní, vrhá samice 3-5 mláďat, která se, na rozdíl od mláďat hyeny skvrnité, rodí slepá. Mláďata jsou porostlá jemnou, stříbřitou srstí s naznačenými pruhy a hřívou. Vzájemně nejsou tak agresívní jako mláďata hyeny skvrnité, naopak si spolu hrají, podobně jako štěňata. První týdny života tráví v podzemní noře. Mláďata hyeny žíhané lze velmi snadno ochočit. Hyena žíhaná se může dožít až 20 let.

## Potrava
Hyena žíhaná je všežravec. Loví hmyz a menší obratlovce, včetně suchozemských želv a dikobrazů. Přijímá i rostlinnou potravu, především plody, hlízy a oddenky. Např. v Uzbekistánu a Pákistánu ráda žere plody hlošiny úzkolisté. Z domácích zvířat napadá drůbež, jehňata či kůzlata, v oázách může rovněž škodit na ovoci, protože jí neobyčejně chutnají sladké plody, jako jsou melouny, meruňky či hrozny. Potravu, kterou nezkonzumuje, si zahrabává podobně jako psovité šelmy. Často rovněž konzumuje mršiny nebo dožírá zbytky potravy po jiných šelmách, jako jsou v Africe gepardi a lvi, v Asii vlci. Uvádí se, že sežere jakékoli maso, i takové, které se již začíná rozkládat, kromě uhynulého supa. Konzumuje také šlachy, kosti a další organické zbytky.

## Hyena žíhaná a člověk

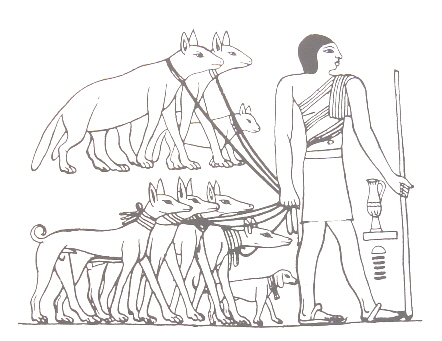
Staroegyptský psovod s hyenami, chrty a menšími loveckými psíky

Ve starověkém Egyptě byla hyena žíhaná chována v zajetí. Dochovaly se reliéfy z období Staré říše, na nichž Egypťan cpe hyeně do krku velký kus masa. Nejznámější vyobrazení tohoto výjevu se dochovalo v Mererukově mastabě u Sakkáry ze 23. stol. př. n. l. Proto se někteří egyptologové domnívají, že hyena mohla být v Egyptě vykrmována na maso. To však není příliš pravděpodobné, přestože Tuaregové i Somálci hyení maso dosud v nouzi jedí a hyena není muslimy pokládána za nečisté zvíře. Další výjevy zobrazují hyeny na vodítku, ve společnosti loveckých psů, což snad naznačuje, že zde hyeny byly ochočovány jako pomocníci při lovu. Možná však byly chovány také ke kultovním účelům jako obětní zvíře, případně pro tuk a orgány, používané ve staroegyptské medicíně. Ve staroegyptských lékopisech jsou zmiňovány různé části hyeního těla i její krev a trus jako léčiva, v některých případech (např. ucho hyeny) se však může jednat i o alternativní název nějaké rostliny. Orgány, tuk či chlupy hyeny žíhané byly v severní Africe a Arábii používány k léčitelským nebo magickým účelům i ve 20. století, například jako lék na nádory a otoky nebo při přerušení těhotenství. V Íránu a Afghánistánu se donedávna lidé bavili zápasy hyen se psy. Tyto souboje byly velmi kruté a doprovázely je vysoké sázky. Ve Starém zákoně je hyena žíhaná zmiňována pod názvem tzebua či zevoa, např. 1. Samuelova 13:18, Jeremiáš 12:9.

## Zoo
Dříve byla hyena žíhaná chována v zoologických zahradách poměrně často. Pro svou převážně noční aktivitu však nepatří k příliš atraktivním chovancům. V Česku donedávna chovala tento druh pouze ZOO Jihlava a tamní hyeny jsou často aktivní i během dne. Avšak nově je chová i ZOO Dvůr Králové, která se k jejich chovu vrátila po více než 30 letech. Na Slovensku je chována v Zoo Bratislava.